# Homalothecium nevadense
Homalothecium nevadense är en bladmossart som beskrevs av Ferdinand François Gabriel Renauld och Jules Cardot 1888. Homalothecium nevadense ingår i släktet lockmossor, och familjen Brachytheciaceae. Inga underarter finns listade i Catalogue of Life.